# Dizionario filosofico
Il Dizionario filosofico (in francese Dictionnaire philosophique) è un dizionario enciclopedico scritto da Voltaire e pubblicato anonimo per la prima volta a Ginevra nel 1764.
L'opera venne in seguito edita in altre versioni dallo stesso autore con l'aggiunta di alcune parti; solo nelle successive edizioni questi abbandonò l'anonimato.

## Concezione di base
Voltaire iniziò a lavorare al progetto dell'opera a partire dal 1752.
Si dice che egli concepì l'idea di scriverlo a seguito di una cena alla corte di Federico II di Prussia. In quell'occasione, come gioco letterario, ciascuno degli intellettuali presenti si impegnò per il giorno seguente a scrivere la voce di un dizionario moderno, ovverosia illuministicamente inteso. Tuttavia solo Voltaire prese sul serio l'idea e ne fece il punto di partenza di quel cammino letterario che lo portò alla compilazione del Dizionario filosofico.
Voleva creare un dizionario che, in luogo di quelli diffusi nella sua epoca, non fosse né lungo da leggere né troppo costoso, ossia, in definitiva, che fosse accessibile a un numero più alto di persone.
L'intento era quello di educare i colti alle idee illuministiche, pur non elencandole tutte come faceva l'Enciclopedia, criticando quelle che consideravano verità indiscusse in modo ironico e sarcastico.

## Struttura
La struttura dell'opera è palesemente ispirata da un'altra opera letteraria contemporanea, all'epoca in corso di compilazione. Si tratta dell'Encyclopédie, progetto letterario opera di numerosi autori, che, nelle intenzioni dei suoi promotori Diderot e d’Alembert, avrebbe dovuto racchiudere in sé tutto il sapere umano, epurato illuministicamente da ogni componente di irrazionalità e pregiudizio e arricchito dalle, per quei tempi, recenti scoperte della scienza.
Similmente all'Enciclopedia, il Dizionario filosofico si articola in voci in successione ordinate alfabeticamente, opera di autori differenti, in parte scritte da Voltaire stesso.

## Contenuto
L'opera è introdotta da una prefazione in cui si afferma che essa è destinata soltanto a "persone illuminate" dal momento che "l'uomo volgare non è fatto per simili conoscenze;
la filosofia non sarà mai suo retaggio".
Voltaire afferma che "le opere di filosofia non son fatte che per i filosofi, e ogni uomo onesto deve cercare di essere filosofo, senza vantarsi di esserlo". Sempre nella prefazione afferma di aver tratto le voci "dai migliori autori europei" e che non "ci siamo fatti scrupolo di copiare talvolta una pagina da un libro conosciuto, quando tale pagina si è dimostrata necessaria alla nostra collezione". In particolare egli ringrazia gli autori che hanno collaborato con lui e quelli che non ha potuto includere nell'opera per ragioni di tempo.
Segue tutta una serie di voci di vari autori, in cui vengono indicati aneddoti, inseriti racconti inediti, analizzate opere letterarie, in particolare i testi sacri del cristianesimo, ed espresse opinioni su argomenti vari.
Gli argomenti dell'opera sono i più disparati: quelli filosofici e teologici sono i più ricorrenti.
L'aspirazione dell'opera non è infatti quella di essere un contenitore di sapere, come la contemporanea Enciclopedia, ma di indicare quella che l'autore concepisce come "la verità" su una serie di argomenti appositamente segnalati, di contro a quelli che sono presentati come "pregiudizi" irrazionali.
L'autore tratta, nelle varie voci, anche di casi di cronaca e giudiziari a lui contemporanei, prendendo una netta posizione critica contro le autorità giudiziarie e l'inquisizione, che egli accusava di ingiustizia e arbitrarietà.
Tra le voci più celebri vi sono probabilmente quelle che più esprimono una forte critica contro la religione cristiana: Abramo, Apocalisse, Davide, Genesi, Paolo, Pietro e Teismo (nella quale, però, egli espone una concezione che corrisponde a ciò che oggi va sotto il nome di deismo) sono solo alcune di queste.

## Ricezione dell'opera
Da Calcante, che assassinò la figlia di Agamennone, fino a Gregorio XIII e a Sisto V, due vescovi di Roma che vollero privare il grande Enrico IV del regno di Francia, la potenza sacerdotale fu fatale nel mondo.»
(Estratto dalla voce Prete del Dizionario filosofico.)
L'opera suscitò forti reazioni e divenne un successo di vendite.
Lo stile, frequentemente sarcastico e volutamente umoristico, nonché la vis polemica che caratterizza il Dizionario ne fecero una delle opere più note di Voltaire ed una delle letture più comuni tra i dotti illuministi.
Dato che oggetto delle critiche del libro erano frequentemente le religioni tradizionali, in particolar modo il cattolicesimo e le gerarchie ecclesiastiche, l'opera suscitò anche vive reazioni di sdegno. In essa Voltaire esprime infatti un punto di vista decisamente deista e anti-cristiano. In particolare egli critica l'inquisizione e le autorità giudiziarie, che taccia, citando e commentando casi giudiziari della sua epoca, di parzialità e iniquità.
Il libro venne censurato da autorità religiose di diversi paesi, tra i quali il regno di Francia e il cantone svizzero di Ginevra, per via delle sue accuse contro le confessioni cristiane. Vennero anche organizzati roghi pubblici di questa sua opera.
Anche le autorità pubbliche mostrarono in più luoghi una decisa ostilità verso il libro.

## Edizioni
- (FR) Dictionnaire philosophique, portatif, Londres [i.e. Genève], 1764.
- Dizionario filosofico, traduzione di Decio Cinti, Milano, Sonzogno, 1935.
- Dizionario filosofico, a cura di Mario Bonfantini, Torino, Einaudi, 1950 («I millenni», 10).
- (FR, IT) Dizionario filosofico. Tutte le voci del Dizionario filosofico e delle Domande sull'Enciclopedia, a cura di Domenico Felice e Riccardo Campi, Milano, Bompiani, 2013, ISBN 978-88-452-7516-6 («Il pensiero occidentale»).